# Steve Cram
Stephen (Steve) Cram CBE (Gateshead, 14 oktober 1960) is een voormalige Britse atleet en Commandeur in de Orde van het Britse Rijk. Hij was de eerste man die sneller liep dan 3.30 minuten op de 1500 m. Hij vestigde wereldrecords op de 1500 m, 2000 m en de mijl, alle binnen 19 dagen. Het wereldrecord op de mijl hield gedurende acht jaar stand en is nog gangbaar als Europees record. Ook was hij betrokken bij de vestiging van het wereldrecord op de 4 x 800 m. Hij was vaak in een strijd verwikkeld met Saïd Aouita. Aan de Olympische Spelen nam hij driemaal deel en hij won hierbij eenmaal zilver.

## Biografie

### Toevallig in de atletiek
Cram kwam toevallig in de atletieksport terecht. Als supporter van Sunderland, een voetbalploeg uit Newcastle, was het zijn droom ooit in het eerste elftal te kunnen spelen. Maar het toeval besliste anders. Hij werd ontdekt door Jimmy Hedley toen hij voor het plezier aan een 400 m deelnam. Hedley zag in hem een natuurtalent en overhaalde hem na lang aandringen een lidkaart te ondertekenen van Jarrow and Hebburn, een kleine club in Newcastle in vergelijking met de prestigiueze Gateshead Harriers. Als veertienjarige werd hij vierde op een kampioenschapscross van de Engelse scholen. Twee jaar later liep hij reeds 3.47 op de 1500 m. Als tiener deed Cram mee aan de Olympische Zomerspelen 1980 in Moskou op de 1500 m. Sebastian Coe en Steve Ovett, beiden vier tot vijf jaar ouder, streden voor de gouden medaille, terwijl Cram ver achteraan liep, maar veel ervaring opdeed.

### Onder de 3.30
Twee jaar later behaalde hij goud op het Europees kampioenschap atletiek en op de Gemenebestspelen, in beide gevallen op de 1500 m. Op de Olympische Zomerspelen 1984 te Los Angeles ontsnapte het goud hem, maar toch haalde Cram zilver achter topfavoriet Coe.
Zijn beste jaar was ontegenzeggelijk 1985. Hij liep dat jaar vijf persoonlijke records waarvan drie wereldrecords. Naast een wereldrecord op de Engelse mijl en de 2000 m klopte hij op de 1500 m tijdens de Nikaia-meeting in Nice na een indrukwekkende nek-aan-nekrace zijn rivaal Aouita in een tijd van 3.29,67. Hij was daarmee de eerste mens in de geschiedenis die de afstand in minder dan 3.30 aflegde. Aouita werd met 54 honderdste van een seconde geklopt. Op de 800 m slaagde hij erin de olympisch kampioen Joaquim Cruz te kloppen met een tijd van 1.42,88.
Cram bleef zijn goede vorm vasthouden in 1986. Hij won op de Gemenebestspelen de 800 en 1500 m, hij won brons op het EK 800 m (achter Coe en Tom McKean) en versloeg diezelfde Coe op de 1500 m op weg naar goud.

### Blessures
Op de Olympische Zomerspelen 1988 in Seoel behoorde hij tot de topfavorieten, maar door een kuitblessure werd hij slechts vierde. Blessures bleven hem ook na de Spelen teisteren en in 1994 stopte hij met atletiek.
Cram had in een kleine tien jaar veel roem en geld vergaard. Alleen investeerde hij zijn fortuin niet erg verstandig. Hij opende een boetiek met heel modieuze heren- en dameskleding in de drukste winkelstraat van Newcastle, maar geraakte zijn waar aan de straatstenen niet kwijt. Zijn zaak ging over de kop. Sindsdien houdt Steve Cram zich met de journalistiek bezig. Zo is hij televisiepresentator voor de BBC.
In 1983 werd Cram Brits sportpersoonlijkheid van het jaar. Hij is nog altijd in het bezit van het Britse record op de 1500 m.

## Titels
- Wereldkampioen 1500 m - 1983
- Europees kampioen 1500 m - 1982, 1986
- Brits kampioen 5000 m - 1989
- Brits kampioen 800 m - 1984, 1986, 1988
- Brits kampioen 1500 m - 1981, 1982, 1983
- Europees jeugdkampioen 3000 m - 1979

## Wereldrecords
| Onderdeel | Tijd    | Datum     | Plaats            |
| --------- | ------- | --------- | ----------------- |
| 1500 m    | 3.29,67 | Nice      | 16 juli 1985      |
| 1 mijl    | 3.46,32 | Oslo      | 27 juli 1985      |
| 2000 m    | 4.51,39 | Boedapest | 4 augustus 1985   |
| 4 x 800 m | 7.03,89 | Londen    | 30 augustus 1982) |

## Persoonlijke records
| Onderdeel   | Prestatie                  | Datum            | Plaats    |
| ----------- | -------------------------- | ---------------- | --------- |
| 800 m       | 1.42,88                    | 21 augustus 1985 | Zürich    |
| 1000 m      | 2.12,88                    | 9 augustus 1985  | Gateshead |
| 1500 m      | 3.29,67 (ex-WR, NR)        | 16 juli 1985     | Nice      |
| 1 Eng. mijl | 3.46,32 (ex-WR, ex-ER, NR) | 27 juli 1985     | Oslo      |
| 2000 m      | 4.51,39 (ex-WR, ex-ER, NR) | 4 augustus 1985  | Boedapest |
| 3000 m      | 7.43,1                     | 1983             |           |
| 2 Eng. mijl | 8.14,93                    | 1983             |           |
| 5000 m      | 13.28,58                   | 1989             |           |
| marathon    | 2:35                       | 1999             |           |

## Palmares

### 800 m
- 1986:  EK - 1.44,88
- 1986:  Gemenebestspelen - 1.43,22

### 1500 m
- 1980: 8e OS - 3.31,98
- 1981:  Europacup - 3.43,72
- 1982:  EK - 3.36,49
- 1982:  Gemenebestspelen - 3.42,37
- 1983:  WK - 3.41,59
- 1983:  Europacup - 3.42,27
- 1983:  Memorial Van Damme - 3.31,66
- 1984:  OS - 3.33,40
- 1984:  Memorial Van Damme - 3.34,08
- 1985:  Europacup - 3.43,71
- 1986:  EK - 3.41,09
- 1986:  Gemenebestspelen - 3.50,87
- 1986:  Memorial Van Damme - 3.30,15
- 1987:  Europacup - 3.45,54
- 1987: 8e WK - 3.41,19
- 1988: 4e OS - 3.36,24
- 1988:  Memorial Van Damme - 3.30,95

### 3000 m
- 1979:  EK junioren - 8.05,18

### veldlopen
- 1979: 36e WK junioren - 24.08

1983 Steve Cram ·
1987 Abdi Bile ·
1991 Noureddine Morceli ·
1993 Noureddine Morceli ·
1995 Noureddine Morceli ·
1997 Hicham El Guerrouj ·
1999 Hicham El Guerrouj ·
2001 Hicham El Guerrouj ·
2003 Hicham El Guerrouj ·
2005 Rashid Ramzi ·
2007 Bernard Lagat ·
2009 Yusuf Saad Kamel ·
2011 Asbel Kiprop ·
2013 Asbel Kiprop ·
2015 Asbel Kiprop ·
2017 Elijah Manangoi ·
2019 Timothy Cheruiyot ·
2022 Jake Wightman ·
2023 Josh Kerr